# Hilara megalochira
Hilara megalochira är en tvåvingeart som beskrevs av Collin 1937. Hilara megalochira ingår i släktet Hilara och familjen dansflugor. Inga underarter finns listade i Catalogue of Life.